# Sveavägen
A Sveavägen (literalmente Estrada de Svea) é uma conhecida rua do centro da cidade de Estocolmo na Suécia.

Tem 2,5 km de extensão, começa em  Sergels Torg, passa por Sveaplan, e termina em  Hagaparken. Atravessa os bairros de Vasastan e Norrmalm.

É uma das ruas mais movimentadas de Estocolmo, com muitos restaurantes, cafés e lojas, além de várias instituições públicas e duas estações de metropolitano. Recebeu o seu nome durante a revisão de 1885 (Namnrevisionen i Stockholm 1885).

É também conhecida por ser a rua onde foi assassinado o primeiro-ministro Olof Palme, em 1986.

## Edifícios
- Igreja de Adolfo Frederico (Adolf Fredriks kyrka)
- Biblioteca Municipal de Estocolmo (Stockholms stadsbibliotek)
- Sede do Partido Social-Democrata (Sveriges Socialdemokratiska Arbetarparti)
- Escola Superior de Comércio de Estocolmo (Handelshögskolan i Stockholm)
- Hard Rock Cafe em Estocolmo (Hard Rock Cafe)
- Antigo cinema Metropol-Palais

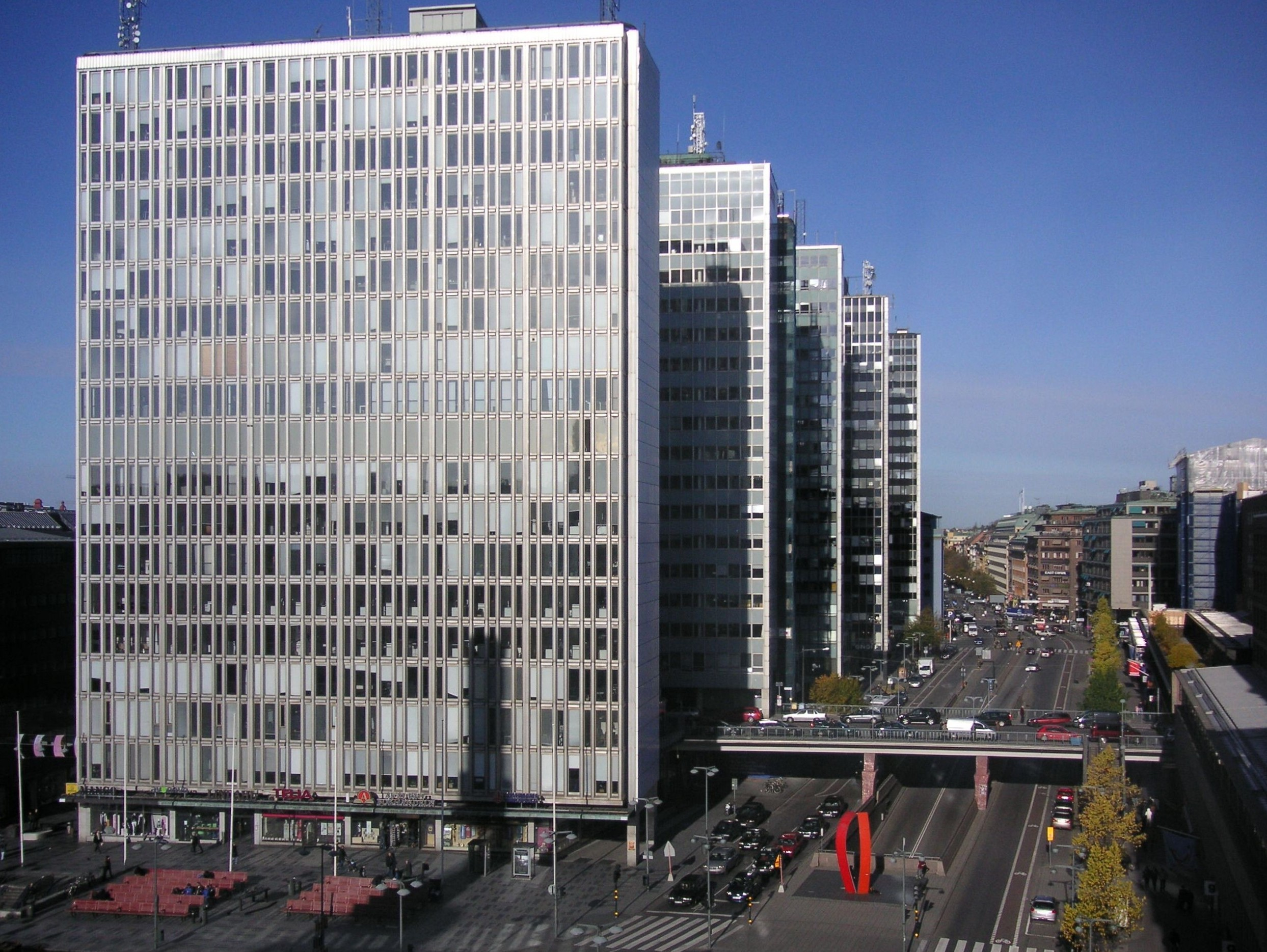
A Sveavägen vista da Kulturhuset
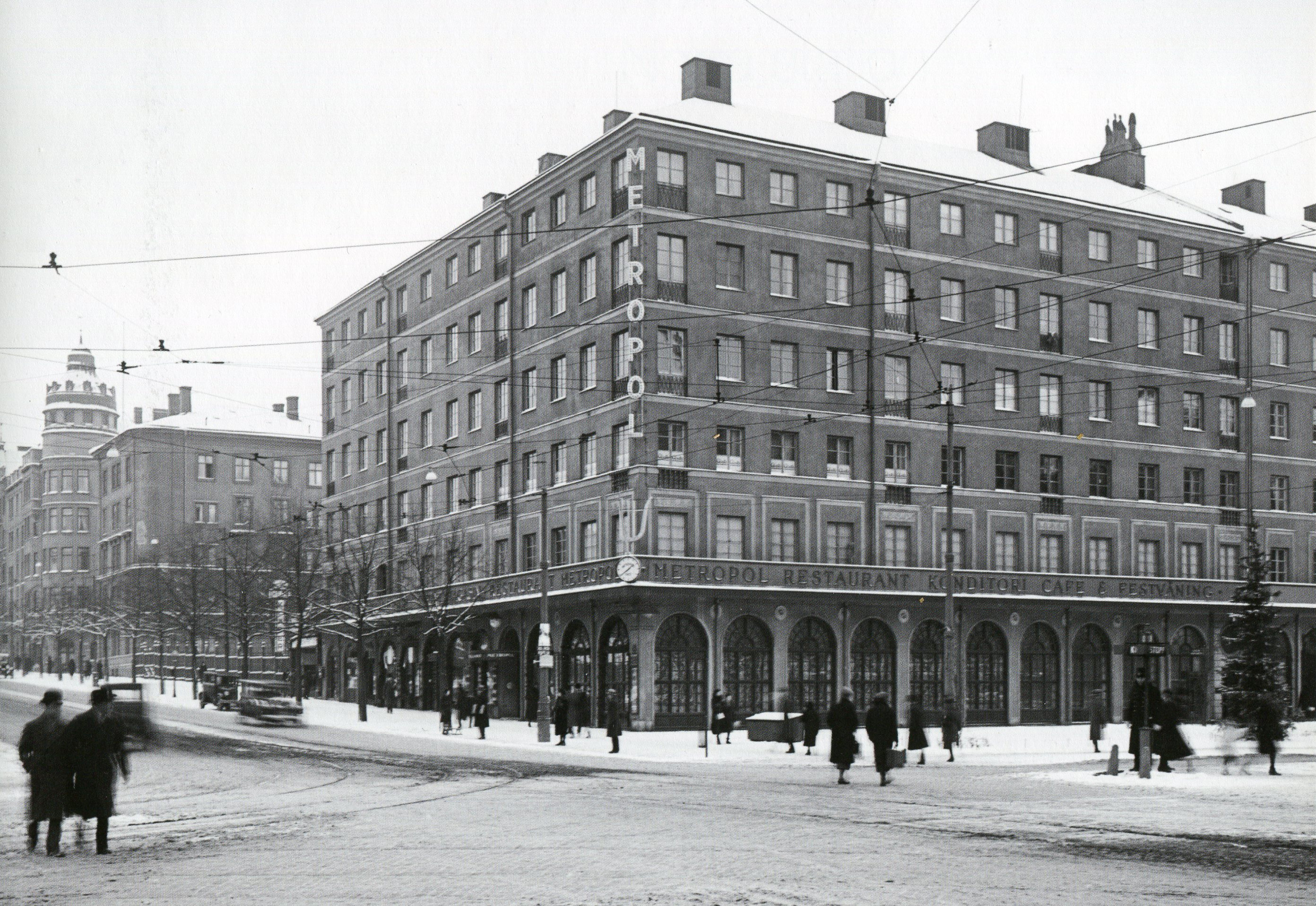
O antigo cinema Metropol-Palais
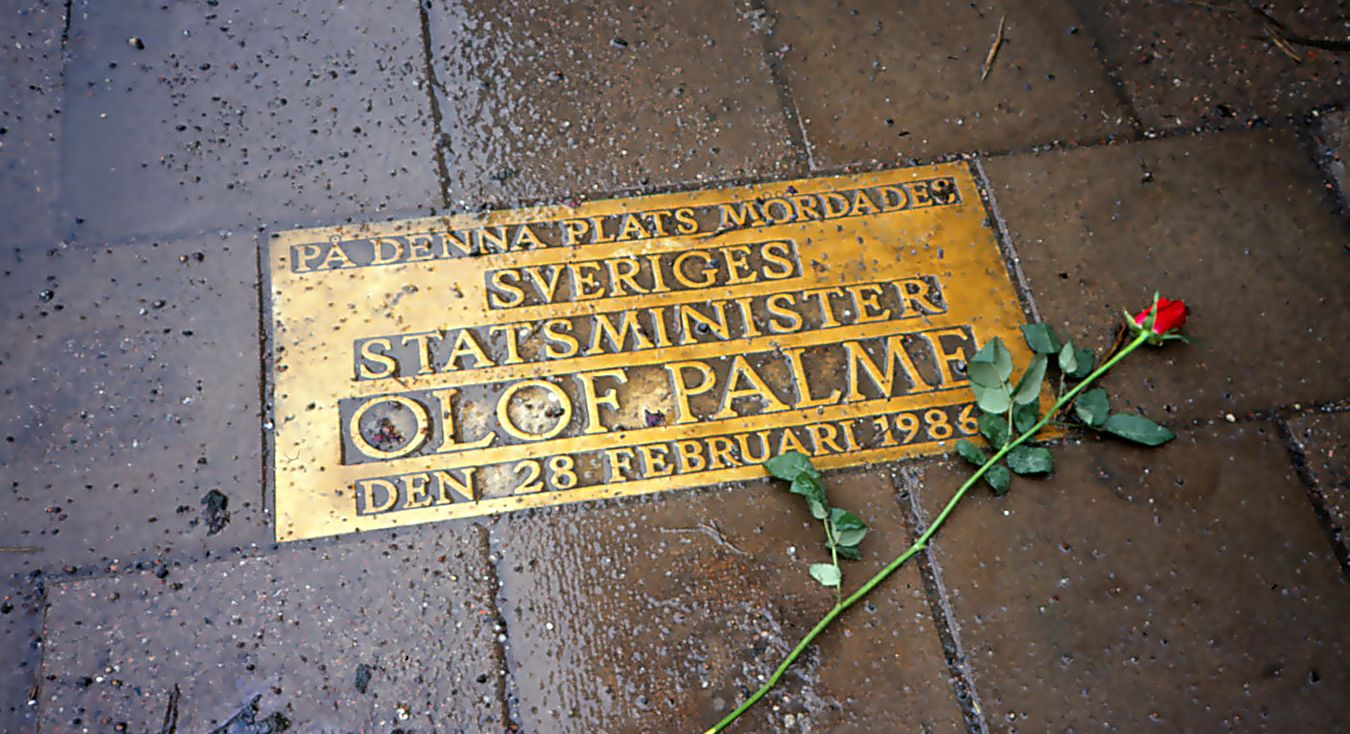
Placa memorial do local do assassinato de Olof Palme
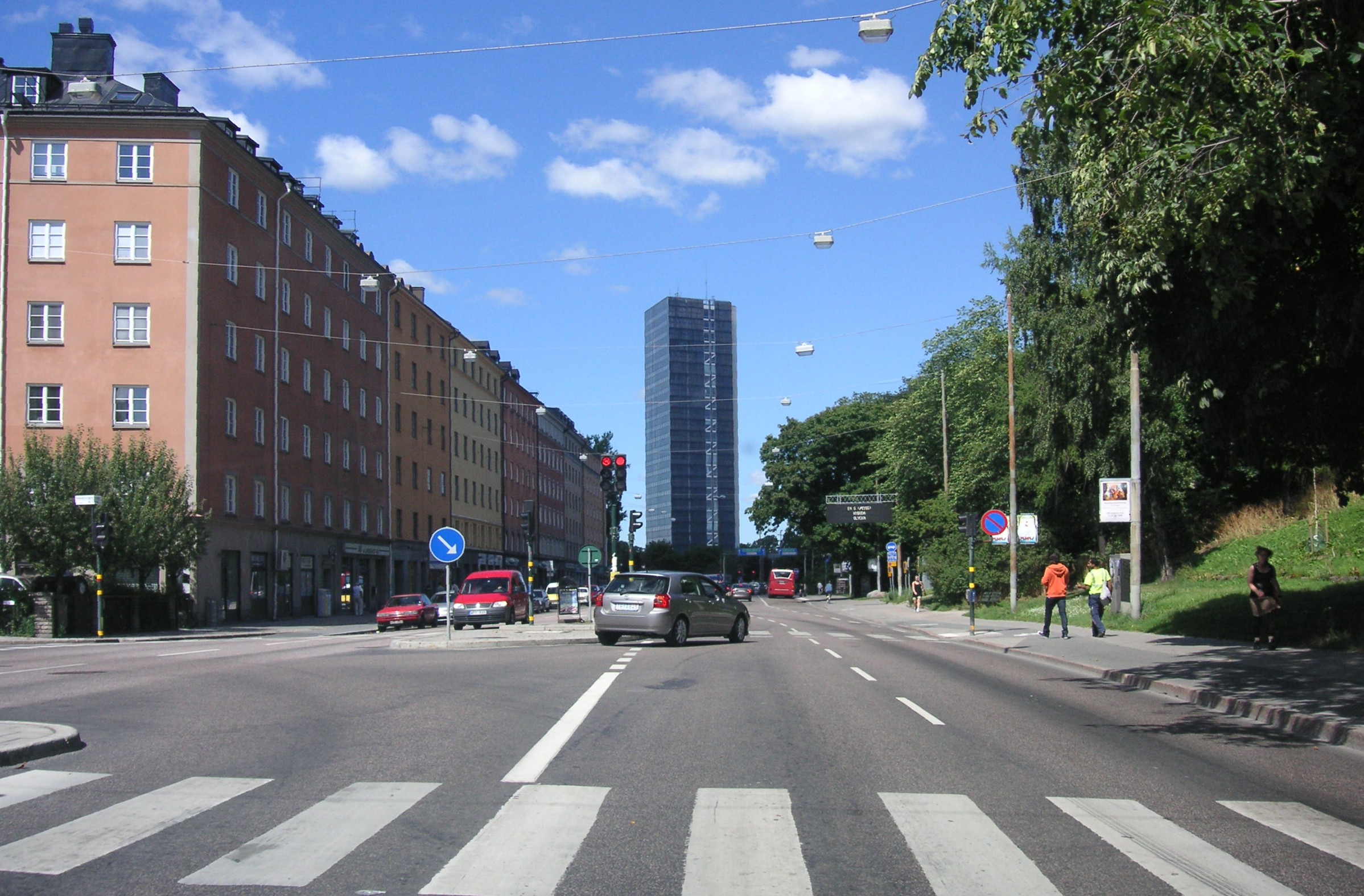
Sveavägen com Wenner-Gren Center ao fundo